# Куличихин, Валерий Григорьевич
Валерий Григорьевич Куличихин (род. 1 октября 1941 года) — учёный-химик, член-корреспондент РАН (2000), лауреат трех премий РАН .

## Биография
Родился 1 октября 1941 года.
В 1965 году — окончил Московский Химико-Технологический институт имени Д. И. Менделеева.
В 1969 году — защита кандидатской диссертации, тема «Микроструктура и физико-химические свойства полибутадиенов» (аспирантура МХТИ).
С 1969 по 1986 годы — работа в НИИ Искусственного волокна (г. Мытищи).
В 1980 году — защита докторской диссертации, тема: «Структура и свойства анизотропных растворов жесткоцепных полимеров».
С 1986 года — заведующий лабораторией реологии полимеров в Институте нефтехимического синтеза имени А. В. Топчиева РАН.
В 2000 году — избран членом-корреспондентом РАН.
С 2003 года — профессор кафедры коллоидной химии на химическом факультете МГУ, с 2006 года — заведующий этой кафедры.

### Научная деятельность
Область научных интересов: коллоидная и физическая химия, реология, термотропные и лиотропные ЖК-полимеры; смеси полимеров; новые реологические методы; теоретическая реология анизотропных сред; полимерные композиционные материалы, включая нанокомпозиты; целлюлоза и ее производные; электрические свойства полимеров; трансдермальные и трансбукальные средства доставки лекарственных веществ и др.
Вместе с сотрудниками выполнил теоретические работы по электрофорезу ДНК, конформационной стабильности и динамике различных полимерных «щеток» в стесненной геометрии, анизотропной вязкоупругости нематических полимеров, описанию связи между реологическим откликом расплавов смесей полимеров и морфологией сдвигового потока и др.
Исследовал структуру и свойства линейных и гребнеобразных жидкокристаллических полимеров, смесей полимеров с различной степенью совместимости, эластомеров, адгезивов и гидроколлоидов медицинского назначения, композиционных материалов, полимеров, наполненных дисперсными частицами, включая композиты, содержащие дисперсные частицы.
Осуществил интеркаляцию макромолекул в межплоскостные пространства Na-монтморрилонита простым механическим смешением.
Автор 8 монографий (включая главы в монографиях), имеет более 350 публикаций в отечественных и зарубежных журналах, 7 действующих международных патентов и заявок на изобретения.
Под его руководством защищено 18 кандидатских и 5 докторских диссертаций.

## Награды
- Государственная премия СССР (за 1985 год, в составе группы) — за цикл работ «Физическая химия синтетических жидкокристаллических полимеров» (1968—1983)
- Премия имени С. В. Лебедева (за 1995 год, совместно с Н. А. Платэ, Р. В. Тальрозе) — за цикл работ «Новые мезофазные полимеры и композиции на их основе»
- Премия Правительства Российской Федерации в области науки и техники (за 2005 год, в составе группы) — за создание и внедрение в производство наукоемких химических технологий получения полифункциональных органических соединений многоцелевого назначения
- Орден Почёта (2005)
- Премия имени П. А. Ребиндера (за 2013 год, совместно с Н. М. Задымовой) — за цикл работ «Микрогетерогенные полимерные матрицы медицинского назначения на основе эмульсий различной структуры»
- Премия имени В. А. Каргина (совместно с А. Я. Малкиным, за 2020 год) — за цикл работ «Структурные и фазовые превращения при течении многокомпонентных полимерных систем»
- Почётная грамота Президента Российской Федерации (5 февраля 2024 года) — за заслуги в развитии отечественной науки, многолетнюю плодотворную деятельность и в связи с 300-летием со дня основания Российской академии наук[1]